# Ahmet Delia
Ahmet Delia, född 1850 i en del av det Osmanska riket som idag ligger i Kosovo, död 1913, var en albansk frihetskämpe och medlem i Prizrenligan. Hans far Deli Prekazi var en av grundarna av Prizrenligan. Delia involverades tidigt i det albanska frihetskriget och fick snabbt en framträdande position i Prizrenligan.  
Delia dog i samband med ett uppmärksammat angrepp på byn Prekaz i norra Kosovo. En grupp på 12 serbiska soldater hade tagit sig in i byn och börjat plundra husen i grannskapet. När de nått fram till ett av grannhusen så fick den då 63-årige Delia syn på soldaterna, som med våld tvingade ut grannen Halils familj med fru och barn på tomten. Ahmet Delia hörde barnen och kvinnorna skrika och gråta och gjorde sig redo.
Delia beslutade sig då för att ta saken i egna händer och tillsammans med sin blott 20-årige son Mursel och byäldsten Ramë Islami begav han sig mot grannens hus. Då Deliahuset saknade fungerande vapen vid tillfället, var de beväpnade med två yxor och en grävspade. Mursel Delia och Ramë Islami stängde in soldaterna genom att blockera ytterdörren, varpå Ahmet Delia gav sig in på tomten och slungade yxan mot den första soldatens huvud och dödade denne, varefter han fortsatte mot näste soldat. Samtidigt hade den serbiska gruppen delat sig för att omringa Ahmet Delia bakifrån. När de anlände till ytterdörren, så föll de in i ett bakhåll från Mursel, som först dödade en soldat med yxan och tog dennes gevär, som han sedan avlossade all ammunition ifrån.
Hela slaget slutade med 11 dödade serbiska soldater, varav den siste - Jovan Radosavljevic - försökte fly, men fångades av Ramë Islami. På Ahmet Delias order avväpnades han och släpptes sedan för att hälsa sitt befäl att "alla ovälkomna ockupanter kommer att möta samma öde som hans kamrater".
Ahmet Delia, som under slagets gång hade skottskadats i buken, avled senare samma dag av sina skador. Han begravdes i sin hemby och är än idag en mytomspunnen legend i albansk historia. Byn Prekaz blev under det följande året attackerad ett flertal gånger och under det senaste Kosovokriget 1998 brändes byn mer eller mindre ned helt och hållet.